# 新街口駅 (北京市)
新街口駅（しんがいこうえき）は北京市西城区にある北京地下鉄4号線の駅である。2009年9月28日に開業した。

## 駅構造

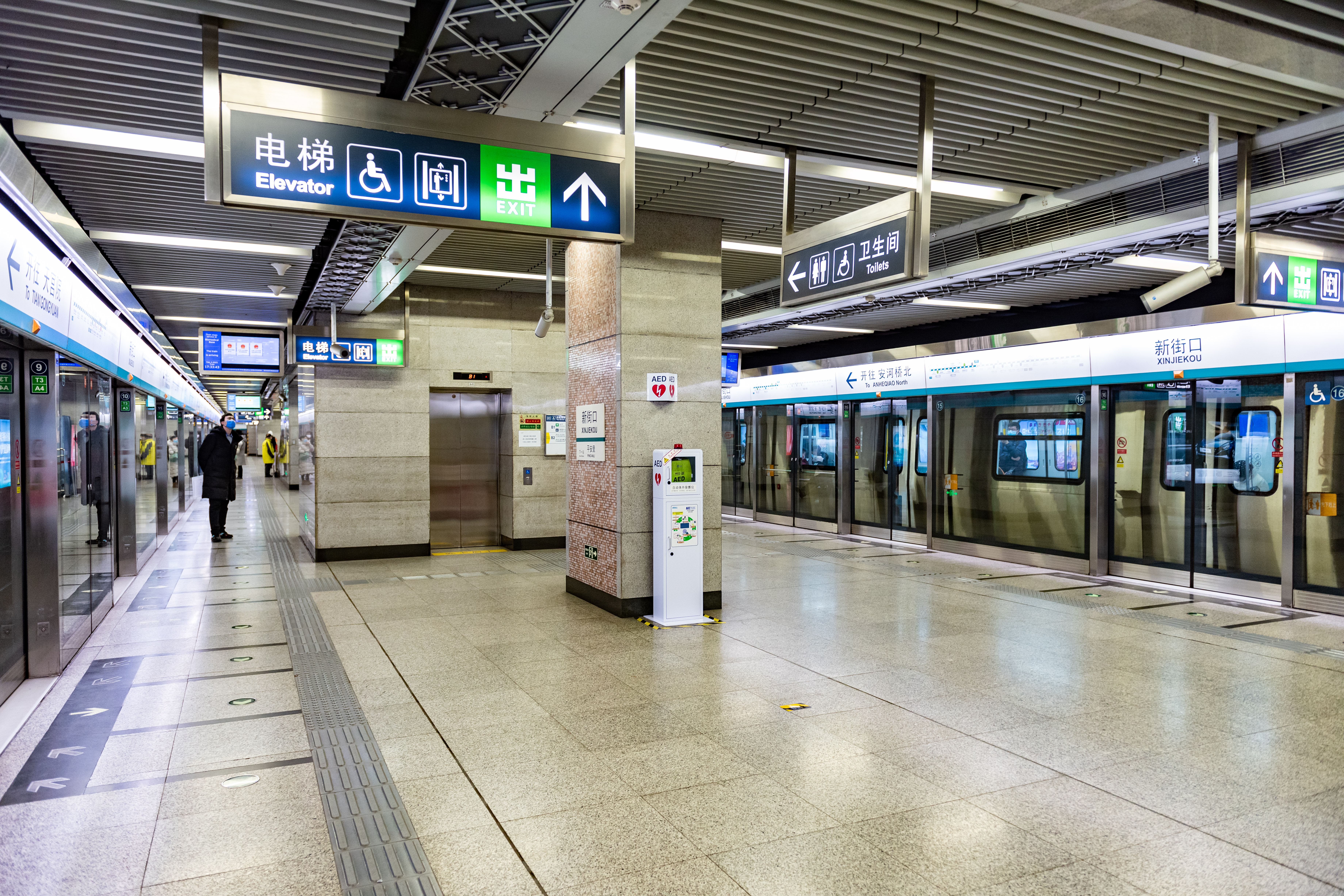
ホーム

島式ホーム1面2線の地下駅。出口は4箇所ある。

## 歴史
- 2009年9月28日 - 4号線が開業。

## 隣の駅
北京地下鉄
■4号線
平安里駅 - 新街口駅 - 西直門駅
座標: 北緯39度56分22秒 東経116度21分41秒 / 北緯39.93946度 東経116.36132度